# Kaissa
Kaissa, ros. Каисса – program szachowy opracowany w latach 60. XX wieku w Związku Radzieckim, którego nazwa pochodzi od imienia mitycznej bogini szachów, Caissy. W 1974 r. zwyciężył w pierwszych mistrzostwach świata komputerów, rozegranych w Sztokholmie.